# Julius Caesar
Gaius Julius Caesar (12./13. července 100 př. n. l. – 15. března 44 př. n. l. Řím) byl vojevůdce, politik a jeden z nejmocnějších mužů antické historie. Sehrál klíčovou roli v procesu zániku římské republiky a její transformace v císařství.
Z jeho jména pochází titul caesar a odvozené císař (rusky car, německy Kaiser, dánsky  kejser, polsky cesarz aj.), kterým ale sám Caesar nebyl; prvním římským císařem se stal až jeho prasynovec a adoptivní syn Augustus (vládnoucí v letech 27 př. n. l. – 14 n. l.). (Starořímská výslovnost byla [kaisar]; dnešní výslovnost [cézar] pochází až z pozdní antiky či raného středověku.)
Jako stoupenec politické frakce populárů vytvořil spolu s Marcem Liciniem Crassem a Gnaeem Pompeiem Magnem tzv. první triumvirát, který po několik let dominoval římské politice. Caesarovy výboje v Galii rozšířily římskou moc hluboko na sever. Caesar dále jako první Říman pronikl do Británie a za řeku Rýn. Rozpad triumvirátu po smrti Crassa přivedl Caesara do konfliktu s Pompeiem podporovaným římským senátem. Překročením řeky Rubikonu v roce 49 př. n. l. zahájil Caesar občanskou válku, na jejímž konci se stal jediným a nesporným vládcem celého římského státu.
Po uchopení moci zahájil rozsáhlé reformy římské společnosti a vlády. Rovněž byl zvolen doživotním diktátorem. Tím však podnítil Marca Junia Bruta a řadu dalších římských senátorů, aby ho o březnových idách roku 44 př. n. l. v senátu zavraždili. Strůjci tohoto činu doufali v obnovení republiky. Jejich akce ale vedla pouze k rozpoutání nového kola občanských válek, z něhož vyšel jako vítěz Caesarův adoptivní syn Octavianus, který poté nastolil římské císařství. V roce 42 př. n. l. byl Caesar římským senátem oficiálně prohlášen za jednoho z římských bohů.
Mnohé z Caesarova života je nám známo z jeho vlastních Zápisků (Commentarii), které sepsal ze svých vojenských tažení. Mezi další soudobé prameny náleží také dochované dopisy a projevy Caesarova politického soupeře Cicerona, historické dílo Sallustia či Catullovy básně. Další podrobnosti o Caesarově životě byly zachyceny pozdějšími historiky – Appiánem, Suetoniem, Plútarchem, Cassiem Dionem a Strabónem.

## Život

### Neklidné mládí
Caesar se narodil v roce 100 př. n. l. (případně o dva roky dříve) v patricijské rodině náležející k rodu Juliů, který odvozoval svůj původ od Jula, syna trójského hrdiny Aenea, jenž byl synem bohyně Venuše. Navzdory svému aristokratickému a patricijskému původu nepatřila caesarská frakce Juliů mezi zvláště vlivné rodiny. Caesarův otec, Gaius Julius Caesar starší, dosáhl pouze hodnosti praetora, třebaže jeho švagrem byl Gaius Marius. Jeho matka, Aurelia Cotta, pocházela z mocnější rodiny, jež dala republice řadu konzulů. Caesar měl dvě sestry, obě pojmenované Julia. O jeho dětství toho není mnoho známo, jelikož počáteční kapitoly jeho životopisů od Suetonia a Plútarcha byly ztraceny.
Doba Caesarova vyrůstání byla obdobím zmatků v římských dějinách. V letech 91 až 88 př. n. l. probíhala spojenecká válka mezi Římem a jeho italskými spojenci žádajícími římské občanství. Takřka současně ohrožoval pontský král Mithridatés římské provincie na východě. Římská politická scéna byla rozpolcena mezi znepřátelené frakce „šlechtických“ optimátů (optimates) a „lidových“ populárů (populares), přičemž Caesarův strýc Marius byl vůdcem populárů. Lucius Cornelius Sulla, někdejší Mariův legát z války proti Jugurthovi, stál v čele optimátů. Oba se vyznamenali během spojenecké války a oba nyní žádali velení ve válce proti Mithridatovi. To bylo sice přiřčeno Sullovi, když ale opustil Řím, aby se ujal velení, byl na jeho místo dosazen Marius. Nato Sulla vytáhl s legiemi proti Římu. Marius byl přinucen odejít do vyhnanství, avšak po Sullově odchodu na východ se vrátil zpět a spolu se svým spojencem Luciem Corneliem Cinnou se zmocnil vlády v Římě. Sulla byl prohlášen za veřejného nepřítele a jeho stoupenci byli zmasakrováni. Marius již krátce poté v roce 86 př. n. l. zemřel, populárové přesto nadále zůstávali u moci.
V roce 85 př. n. l. Caesarův otec náhle zemřel a Caesar se tak ve věku šestnácti let stal hlavou rodiny. V následujícím roce se oženil s Cinnovou dcerou Cornelií, když ještě předtím zrušil zasnoubení s Cossutií, dívkou z bohaté jezdecké rodiny. Ve stejném roce byl určen za Jovova velekněze (flamen Dialis). Caesarův předchůdce padl za oběť Mariovým stoupencům.
Poté, co Sulla přiměl Mithridata k uzavření míru, obrátil se proti populárům. Po rychlém tažení Itálií porazil v listopadu roku 82 př. n. l. mariovce v bitvě u Collinské brány, čímž ukončil jejich vládu. Sám se obdařil starodávnou funkcí diktátora, ovšem na rozdíl od tradičního šestiměsíčního funkčního období nebylo Sullově diktatuře stanoveno žádné časové omezení. Následovaly krvavé proskripce (seznamy nepřátel státu hodných trestu smrti) namířené proti Sullovým politickým nepřátelům, jež překonaly dokonce i Mariovy čistky. Mariovy sochy a obrazy byly zničeny, jeho ostatky byly vytaženy z hrobu a vhozeny do Tiberu. Caesar, jakožto Mariův synovec a zeť Cinny, který byl zabit již dříve během vzpoury vlastních vojáků, se nyní nacházel ve smrtelném ohrožení. Kromě kněžského úřadu byl zbaven také svého dědictví a věna své manželky, přesto se odmítl dát rozvést s Cornelií, načež byl nucen uchýlit se do ústraní. Pouze zásah ze strany rodiny jeho matky, která podporovala Sullu, a panenských kněžek vestálek mu zachránil život. Sulla mu údajně jen velmi neochotně daroval milost. Při té příležitosti prý jeho přímluvce varoval, když prozíravě prohlásil: „Vždyť v Caesarovi je skryto mnoho Mariů!“

### Počátky kariéry
Caesar se však nevrátil do Říma, místo toho se připojil k vojsku v Asii. Během obléhání města Mytilény byl Caesar vyslán do Bithýnie, aby požádal místního krále Níkoméda o podporu jeho flotily. Na Níkomédově dvoře strávil poté hodně času, čímž zavdal příčinu ke vzniku klepům o homosexuálním vztahu s králem, které ho měly pronásledovat až do konce jeho života. Nicméně při závěrečném útoku na Mytilénu si Caesar počínal natolik udatně a odvážně, že si vysloužil občanskou korunu (corona civica). Toto vyznamenání náleželo tomu Římanovi, jenž v bitvě zachránil život svému spoluobčanovi. Krátce se zúčastnil rovněž tažení proti pirátům v Kilíkii.
Po dvou letech samovlády se Sulla vzdal úřadu diktátora a obnovil republikánské uspořádání. Dokonce propustil i své liktory a zcela nestřežen se procházel po fóru. O dva roky později zemřel a byl mu vystrojen státní pohřeb. Když se Caesar v roce 78 př. n. l. doslechl o Sullově smrti, cítil, že už nic nebrání jeho bezpečnému návratu do Říma. Z důvodu nedostatku prostředků si pořídil skromný dům ve čtvrti Subura, jíž obývali méně majetní Římané. Jeho příchod se časově kryl s pokusem Marca Aemilia Lepida o převrat, avšak Caesar se této akce neúčastnil, jelikož postrádal důvěru v Lepidovo vedení. Raději se vydal na dráhu veřejného obhájce, přičemž vznesl neúspěšnou žalobu proti Sullovu příznivci Gnaeu Corneliu Dolabellovi. Ačkoli spor prohrál, vešel ve známost pro své výjimečné řečnické schopnosti a rovněž kvůli nelítostnému stíhání bývalých správců provincií smutně proslulých svým vydíráním a zkorumpovaností. Dokonce samotný Marcus Tullius Cicero, největší tehdejší rétor, prohlásil: „Najde se někdo, kdo ovládá lépe než Caesar schopnost mluvit?“ Aby ještě zdokonalil své řečnické umění, odcestoval Caesar v roce 75 př. n. l. na Rhodos, kde studoval filosofii a rétoriku u slavného učitele Apollónia Molóna, který dříve vyučoval i Cicerona.
V průběhu plavby Egejským mořem byl však Caesar unesen kilikickými piráty a následně byl jimi držen jako vězeň v oblasti Dodekanéského souostroví. Zajetí ho ale nijak nepřipravilo o jeho nezdolné sebevědomí. Když za něho piráti požadovali výkupné dvacet talentů zlata, naléhal na ně, aby si řekli o padesát. Po propuštění na svobodu shromáždil Caesar loďstvo, s kterým piráty pronásledoval a nakonec dopadl. Správce provincie Asie v Pergamu je odmítl popravit, jak Caesar žádal, a dal přednost jejich prodeji do otroctví. Caesar se ale pro piráty vrátil a na vlastní odpovědnost je nechal ukřižovat, jak jim ostatně slíbil během svého zajetí. Tomuto jeho slibu se tehdy piráti vysmáli. Poté pokračoval na Rhodos, brzy však byl odvolán zpět do Asie.
V Římě byl zvolen vojenským tribunem a učinil tak první krok své politické kariéry (cursus honorum). V této době zuřila v Itálii válka se Spartakem (73 až 71 př. n. l.), není ale známo jakou, pokud vůbec nějakou, úlohu v ní Caesar sehrál. Byl zvolen quaestorem pro rok 69 př. n. l. a v tomto roce pronesl smuteční řeč za svoji tetu Julii, vdovu po Mariovi. Při smutečním procesí byly neseny zakázané Mariovy obrazy, což byla od Sullova nástupu věc vskutku nevídaná. Jeho manželka Cornelia zemřela v témže roce. Caesar pak odešel sloužit do Hispánie. Podle Suetonia spatřil v Gadesu (dnešní Cádiz) sochu Alexandra Velikého, přitom si prý posteskl, že dosáhl věku, kdy Alexandrovi už ležel u nohou celý svět, zatímco on sám dosud nic nedokázal. Po návratu z Hispánie se oženil s Pompeiou, Sullovou vnučkou. Po zvolení aedilem nechal obnovit pomníky Mariových vítězství – šlo o velice kontroverzní čin, neboť moc v Římě stále drželi někdejší Sullovi straníci. Rovněž vznesl několik žalob proti občanům, kteří se obohatili na majetku proskribovaných a vynaložil velkou část peněz půjčených převážně od Crassa na veřejné práce a hry, čímž zastínil svého kolegu v úřadě Marca Calpurnia Bibula.

### Caesar se dere do popředí
Rok 63 př. n. l. byl pro Caesara rokem plným událostí. Nejprve přesvědčil tribuna lidu Tita Labiena, aby obžaloval Gaia Rabiria, senátora z řad optimátů, z politické vraždy tribuna Lucia Appuleia Saturnina, a aby jeho samotného určil za jednoho ze dvou soudců v řízení. Rabiria obhajovali Cicero a Quintus Hortensius, přesto byl shledán vinným z velezrady (perduellio). Zatímco Rabirius uplatňoval své právo na odvolání se k lidu, praetor Quintus Caecilius Metellus Celer dal přerušit shromáždění. Ačkoli Labienus mohl řízení odročit na další zasedání, neučinil tak a Caesar dosáhl svého cíle. Labienus zůstal důležitým spojencem Caesara po celé další desetiletí. Nedlouho poté byl Caesar zvolen do úřadu nejvyššího velekněze (pontifex maximus). Vystoupil přitom proti dvěma mocným optimátům a někdejším konzulům: Quintu Lutatiu Catulovi a Publiu Serviliu Isauricovi. Obě strany se vzájemně obviňovaly z uplácení. Ráno v den voleb řekl prý Caesar své matce, že se buď vrátí jako pontifex maximus, anebo vůbec ne. V případě neúspěchu by byl totiž kvůli svým enormním dluhům nucen odejít bojovat do provincií. Nakonec i přes lepší postavení a větší zkušenosti svých oponentů celkem jasně zvítězil.

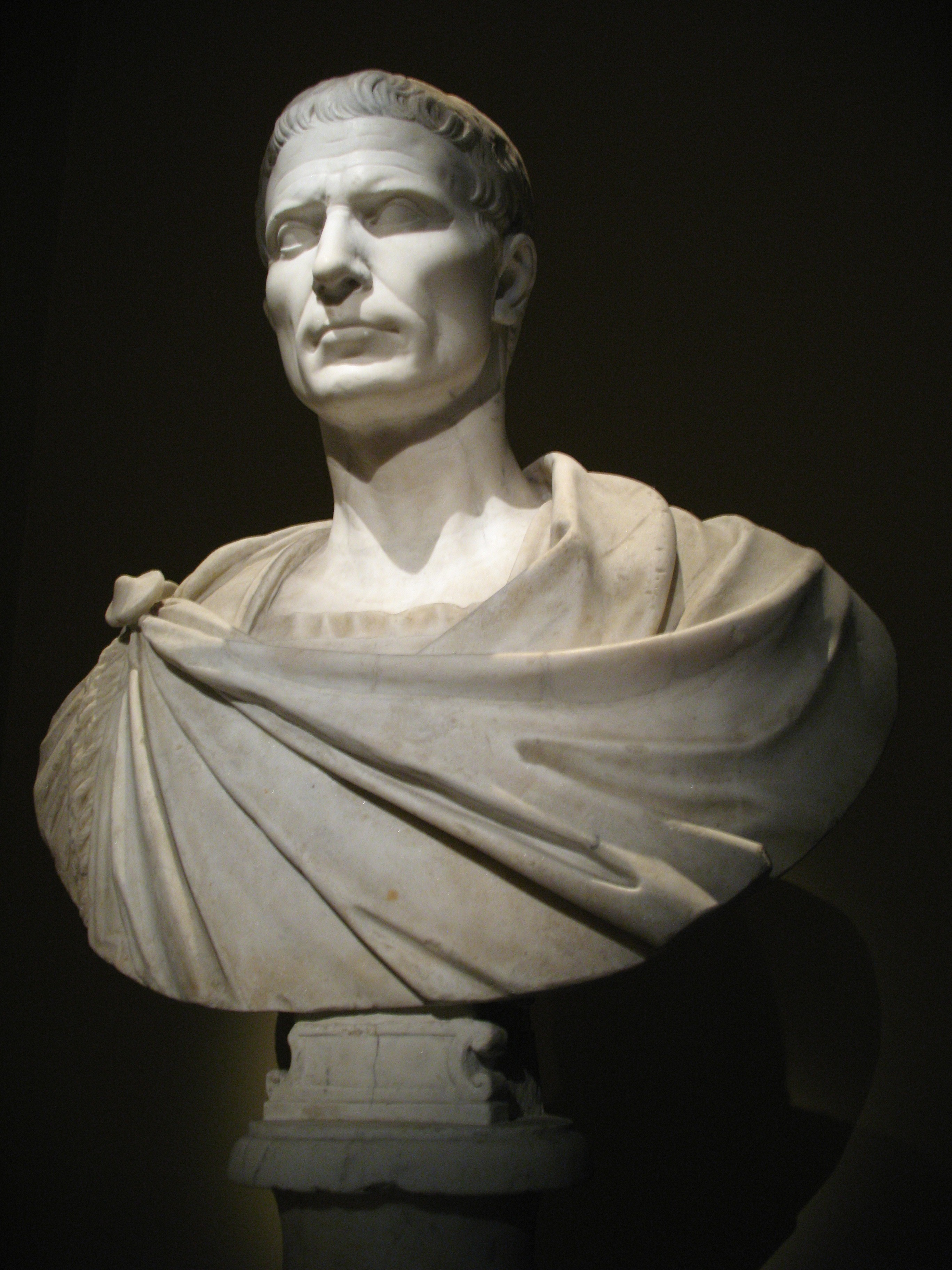
Caesarova busta ve vídeňském Kunsthistorisches Museum

Když Cicero, který byl ve stejném roce konzulem, odhalil Catilinovo spiknutí, Catulus a mnozí jiní nařkli Caesara ze zapojení do komplotu. Caesar, jenž byl právě zvolen praetorem na další rok, se zúčastnil debaty, v níž se senátoři zabývali způsobem jak se vypořádat se spiklenci. Probíhající diskuzi však nevěnoval zvláštní pozornost, neboť četl milostný dopis od Catonovy sestry Servilie. Marcus Porcius Cato, který se stal Caesarovým nesmiřitelným odpůrcem, ho přitom obvinil z udržování korespondence se spiklenci a žádal, aby inkriminované dopisy byly nahlas předčítány. Caesar snadno odolal jeho útokům a přesvědčivě se zasazoval proti trestu smrti pro spiklence. Catonova řeč se ale ukázala být rozhodující a Catilina i jeho stoupenci byli popraveni.
Během své praetury byl Caesar podporován tribunem Caeciliem Metellem. Společně však předkládali natolik kontroverzní návrhy, až byli senátem zbaveni úřadů. Teprve srocení lidu na podporu obou přimělo senát k jejich opětnému dosazení do úřadu. Současně byla zřízena komise k vyšetření Catilinova spiknutí a Caesarovi byla opět předhazována spoluúčast na celém podniku, znovu mu ale nebylo nic prokázáno. Někdy v této době se v Caesarově domě konal festival Bona Dea („Dobré bohyně“), jehož se nesměl účastnit žádný muž. Mladý patricius jménem Publius Clodius Pulcher sem přesto v převlečení za ženu pronikl, patrně s úmyslem svést Caesarovu manželku Pompeiu, načež byl chycen a obviněn z rouhání. Caesar během následného soudního procesu nepředložil jediný důkaz proti Clodiovi, protože si nechtěl znepřátelit jednu z nejmocnějších patricijských rodin v Římě. Clodius byl díky bezuzdnému uplácení a zastrašování svědků i soudců posléze osvobozen. Ovšem Caesar se s Pompeiou záhy rozvedl, neboť jak řekl „na mé ženě nesmí ulpět nejmenší podezření“.
Po skončení praetury byl Caesar ustanoven správcem provincie Hispania Ulterior („Vzdálenější Hispánie“), avšak stále byl velmi zadlužený a předtím, než mohl odejít, musel vyhovět svým věřitelům. Obrátil se tudíž na Marca Licinia Crassa, jednoho z nejbohatších mužů Říma. Na oplátku za Caesarovu politickou podporu proti Pompeiovi, zaplatil Crassus část z Caesarových dluhů a za zbylé se zaručil. Přesto musel Caesar odejít do provincie ještě před uplynutím svého funkčního období, jelikož mu hrozila žaloba pro neplacení dluhů. V Hispánii si Caesar počínal velice zdatně. Jeho agresivní válečná tažení proti Iberům na severu dnešního Portugalska posílily jeho renomé schopného velitele a získaná kořist mu umožnila uhradit alespoň část ze svých vysokých dluhů. Po vítězství nad Lusitány a Callaici byl navíc svými vojáky pozdraven jako imperátor.
Tím mu po návratu do Říma vznikl nárok na oslavu triumfu. Zároveň ale velmi usiloval o získání konzulátu, nejvyššího republikánského úřadu (magistratus). Pokud by chtěl oslavit triumf, musel by zůstat se svými vojáky mimo město až do zahájení slavnosti. Jestliže by se ale chtěl zúčastnit voleb, musel by složit velení a vstoupit do města jako soukromá osoba. Obojí současně bylo neproveditelné. Požádal proto senát o povolení kandidovat v nepřítomnosti (in absentia), tomu však zabránil Cato. Tváří v tvář výběru mezi triumfem a konzulátem dal Caesar nakonec přednost konzulátu.

### Konzul a triumvirat
Vlastní volba se odehrávala za velmi nedůstojných podmínek. Kandidáti byli celkem tři: Caesar, Lucius Lucceius a Marcus Calpurnius Bibulus, který o několik let dříve zastával spolu s Caesarem úřad aedila. Caesar se ucházel o podporu Cicerona a uzavřel spojenectví s bohatým Lucceiem, ovšem Cato, který se jinak těšil reputaci nezkorumpovaného a poctivého muže, se uchýlil k uplácení ve prospěch konzervativního Bibula. Z takto oboustranně zmanipulovaných voleb vzešli jako konzulové pro rok 59 př. n. l. Caesar a Bibulus.
Caesar byl již z dřívějška Crassovým dlužníkem, to mu ale nebránilo ve vyjednávání s Pompeiem, který v senátu neúspěšně prosazoval schválení jím ustaveného uspořádání východních provincií a přidělení půdy svým veteránům. Pompeius a Crassus se nacházeli ve sporu už od roku 70 př. n. l., kdy společně vykonávali konzulát. Caesar si byl vědom, že pokud se dohodne s jedním, ztratí podporu druhého, pročež usiloval o usmíření obou rivalů. Jakmile se tito tři muži spojili, disponovali dostatkem finančních prostředků a politického vlivu k zajištění úplné kontroly nad veřejnými záležitostmi. Jejich neformální aliance, známá jako první triumvirát (vláda tří mužů), byla ještě upevněna svatbou Pompeia s Caesarovou dcerou Julií. Rovněž Caesar se opět oženil, tentokrát s Calpurnií, dcerou Lucia Calpurnia Pisona, který se stal konzulem v následujícím roce.
Veřejnost se poprvé dozvěděla o vzniku triumvirátu, když Caesar podal návrh zákona o přerozdělení půdy chudým občanům, načež jak Pompeius, tak i Crassus vyjádřili s tímto návrhem souhlas. Pompeius poté vyslal své vojáky do Říma, čímž byli političtí oponenti triumvirů dokonale překvapeni a zastrašeni. Bibulus v reakci nato prohlásil znamení za nepříznivá a zákon tudíž za neplatný, byl ale vyhnán z fóra Caesarovými přívrženci. Fasces jeho liktorů byly rozlámány, dva tribunové v jeho doprovodu byli zraněni a Bibulus sám byl zasažen hozenými exkrementy. Ze strachu o život se na zbytek funkčního období stáhl do svého domu, přičemž příležitostně vydával proklamace o špatných znameních, čímž chtěl Caesarovi zabránit ve vykonávání úřadu. Tyto obstrukce se ale ukázaly být zcela neúčinné. Římští satirikové potom už navždy referovali o tomto roce jako o „roce konzulátu Julia a Caesara“.
Když byli Caesar a Bibulus zvoleni, pokusila se aristokracie omezit budoucí Caesarovu prokonzul moc (následující po skončení konzulátu) tím, že mu místo správy nějaké provincie přidělila na starost dohled nad lesy a pastvinami Itálie. S pomocí Pisona a Pompeia Caesar toto usnesení zvrátil a byl ustaven za místodržitele Předalpské Galie (severní Itálie) a Ilýrie (západní Balkán). Později obdržel také správu Zaalpské Galie (jižní Francie), čímž získal velení nad čtyřmi legiemi. Délka jeho úřadu, a tím i doba jeho imunity před soudním stíháním, byla stanovena na pět let místo obvyklého jednoho roku. Po skončení konzulátu Caesar těsně unikl obžalobě kvůli nezákonnostem, jež se děly v době jeho úřadování, a ihned se odebral do svěřených provincií.

### Prokonzulem v Galii

Caesarova tažení v Galii

Prokonzulát v Galii znamenal pro Caesara vynikající možnost k dalšímu mocenskému vzestupu. Caesar byl stále enormně zadlužený, přičemž správcovství provincie představovalo výtečný způsob jak se domoci majetku. Caesarovi podléhaly čtyři legie, navíc dvě z jeho provincií, Ilýrie a Gallia Narbonensis, hraničily s dosud nepodrobenými teritorii. Jedinečná příležitost k válce se naskýtala v Galii, mezi jejímiž neklidnými a znesvářenými kmeny probíhaly již po mnoho let boje, kterými se Galové vzájemně oslabovali a připravovali tak půdu pro své podrobení cizí mocností.
Poměry v zemi byly napjaté, neboť římští spojenci Aeduové podlehli svým nepřátelům, kteří si na pomoc přizvali germánské Svéby, vedené náčelníkem Ariovistem. Svébové se následně usadili v dobyté zemi Haeduů. Mezitím také Helvéciové se chystali proniknout z území dnešního Švýcarska hlouběji do Galie a vyhledat si zde nová sídla. Caesar okamžitě odvedl dvě nové legie a v bitvě u Bibracte Helvéty v roce 58 př. n. l. drtivě porazil. Jejich přeživší zbytky odeslal zpět do jejich někdejší sídelní oblasti, jež měla fungovat jako nárazník před pronikajícími Germány. Potom vytáhl směrem na sever do dnešního Alsaska proti Ariovistovi, kterého i s jeho Germány vypudil zpět za Rýn. Své vítězné vojsko nechal přezimovat na území Sekvánů, čímž dal jasně najevo, že jeho zásahy v oblastech severně od Narbonensis nebyly pouze dočasného charakteru. Ve druhém roce si Caesar podrobil v severní Galii Belgy, kteří byli považováni za nejudatnější lid mezi všemi galskými kmeny. V roce 56 př. n. l. porazil jeho legát Decimus Junius Brutus povstalé Venety v Armorice (dnešní Bretaň), čímž Caesar přivedl pod svoji kontrolu velkou část západní Galie. Během zimní přestávky v bojích se Caesar setkal v Ravenně s Pompeiem a Crassem. Výsledkem jejich jednání byla dohoda o prodloužení Caesarova impéria o dalších pět let, zatímco Crassus a Pompeius se měli stát konzuly pro následující rok. Caesarovi tak byl poskytnut dostatek času na to, aby si podmanil všechny dosud svobodné keltské kraje rozkládající se mezi Pyrenejemi a řekou Rýnem. Jeho situace byla značně ulehčena nejednotností Galů, kteří se na něho leckdy neváhali obrátit se žádostí o pomoc proti svým sousedům, jen aby se sami nestali obětí ambiciózního prokonzula.
Kvůli vpádu germánských kmenů Usipetů a Tenkterů do Galie považoval Caesar za nezbytné překročit v roce 55 př. n. l. Rýn a podniknout trestnou výpravu do Germánie (což zopakoval v roce 53 př. n. l.). Taktéž se vypravil do Británie, kde se ale příliš nezdržel, poněvadž jeho flotila byla zničena bouří a již se blížila zima. V roce 54 př. n. l. provedl Caesar další vpád na ostrov, během něhož postoupil až k řece Thamesus (Temže). Po formálním ujištění britanských kmenů o jejich poddanství a loajalitě vůči Římu se ale opět stáhl do Galie. Tyto výpravy vyvolaly v Římě a především v samotném senátu senzaci: Caesar jako první římský vojevůdce vedl vojenské výpravy do těchto pro Římany dosud neznámých končin, od trvalého obsazení Germánie a Británie však upustil. Každopádně stanovení hranice římského záboru na Rýně bylo jedno z nejvýznamnějších Caesarových rozhodnutí z hlediska evropských dějin.
Důvodem k tomu byl i šířící se neklid mezi teprve nedávno podrobenými galskými kmeny. Kvůli slabé úrodě v roce 54 př. n. l. povstaly proti Římanům kmeny Eburonů, Treverů a Nerviů, do jejichž čela se postavil náčelník Ambiorix. Zpočátku sice dosáhly několika menších úspěchů, nakonec byly ale definitivně zbaveny svobody. Větším nebezpečím pro římskou vládu v Galii se ukázalo být povstání Vercingetoriga, náčelníka kmene Arvernů, v roce 52 př. n. l. Tomu se jako prvnímu podařilo sjednotit všechny Galy a Caesarovi se tak v něm objevil první skutečně rovnocenný nepřítel. Jeho taktika spálené země přivodila Caesarovým legiím vážné problémy. Vercingetorix nejprve odřízl Caesara od jeho zásobovacích linií a poté ho odrazil v bitvě u Gergovie. Po tomto vítězství ale Vercingentorix nerozvážně upustil od dosavadní opatrné defenzivní taktiky a pln sebedůvěry napadl Caesarovo vojsko. Jeho nedostatečně vycvičená jízda byla poražena, načež se Vercingetorix stáhl do Alesie. Caesar začal toto oppidum bez otálení obklopovat třicet pět kilometrů dlouhou obléhací zdí, zatímco se z nitra Galie vydalo Vercingetorigovi na pomoc ohromné osvobozovací vojsko. V následné bitvě o Alesii se Římané s pomocí Germánské jízdy dokázali navzdory nesmírné převaze Galů ubránit. Po kapitulaci Vercingetoriga byl galský odpor definitivně zlomen. O šest let později v roce 46 př. n. l. byl krátce po skončení Caesarova triumfu Vercingetorix v Římě popraven.
V dalším roce musel Caesar čelit ještě ojedinělým lokálním vzpourám, které potlačil se značnou brutalitou. Nezměrnou válečnou kořist a tribut placený poraženými kmeny využil k financování vlastní armády, která na konci války čítala třináct legií, a politického boje v Římě. Od tohoto okamžiku se již Caesar nemusel obávat věřitelů, neboť v Galii nabyl (nebo spíše uloupil) ohromné bohatství, což z něho učinilo jednoho z nejzámožnějších římských občanů. Pod Caesarem sloužil v řadách jeho legátů jeho bratranec Lucius Iulius Caesar, dále Marcus Antonius, Titus Labienus, Quintus Tullius Cicero, bratr Marca Tullia Cicerona, a Crassův stejnojmenný syn, Publius Licinius Crassus.
Podle Plútarcha bylo výsledkem tažení 800 podmaněných galských měst, 300 podrobených kmenů, velké množství poražených Galů bylo prodáno do otroctví a další zahynuli v důsledku bojů a taktiky spálené země. Antičtí historikové měli obvykle tendenci zveličovat všechny početní údaje, ovšem Caesarovy výboje v Galii byly zřejmě největší vojenskou operací od dob Alexandrova tažení proti perské říši. Jejich důsledky navíc přetrvaly podstatně déle než v případě Alexandra: Galie již nikdy nezískala nezávislost a věrně setrvávala po boku Říma až do zániku římské říše. Své vlastní poznatky z tažení zachytil Caesar v díle Commentarii de bello Gallico („Zápisky o válce galské“). Tato písemnost kromě průběhu vojenských operací líčí také mnoho zajímavých detailů o životě a zvycích Galů. Jejím hlavním účelem bylo ale především ospravedlnění Caesarových agresivních a dobyvačných výbojů. Caesar rovněž jako první poukázal na rozdíl mezi Galy a Germány a vzájemně je odlišil, přičemž za hranici mezi oběma skupinami kmenů stanovil Rýn. Germáni byli do té doby pokládáni pouze za jeden z keltských kmenů.

### Občanská válka

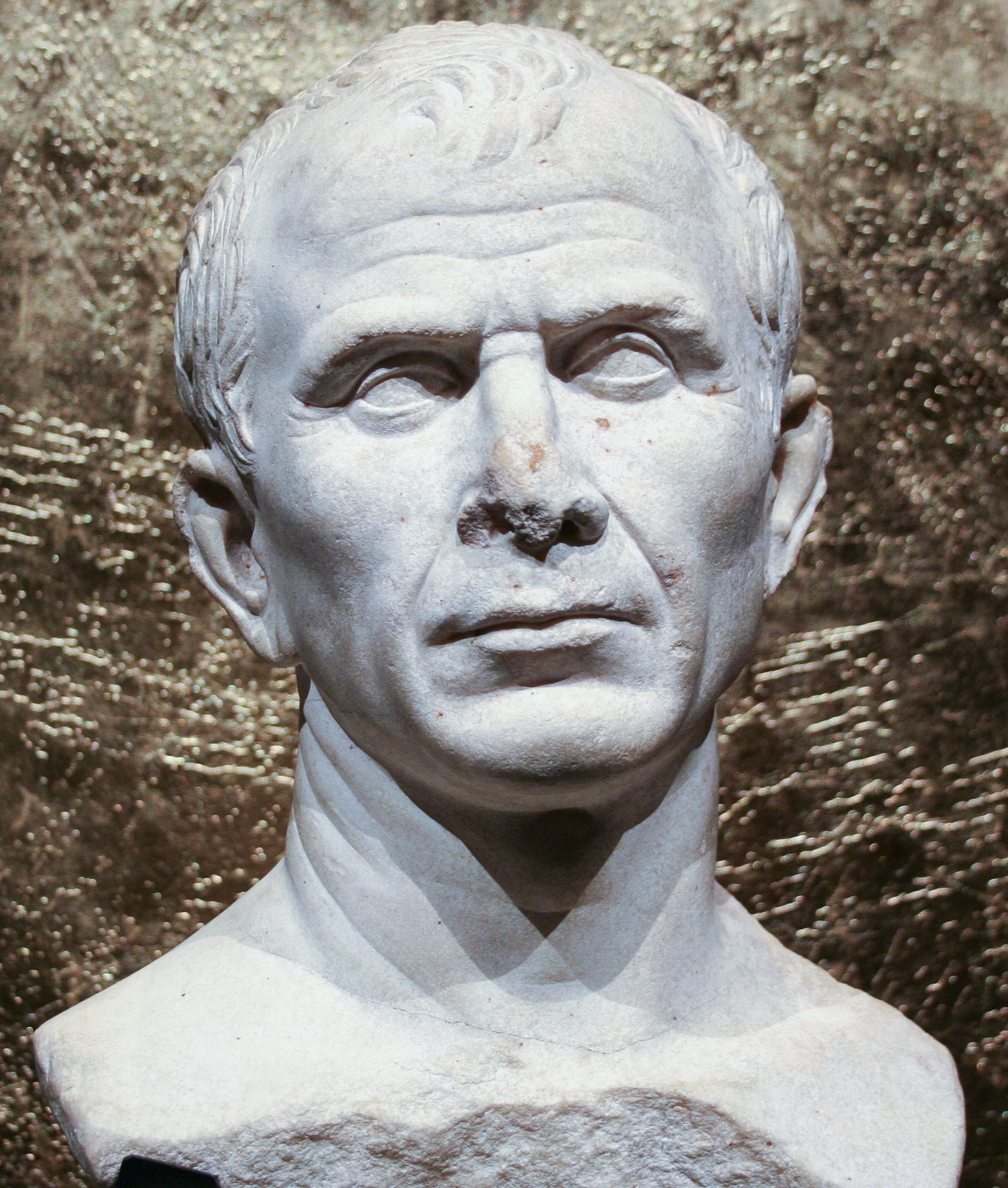
Busta v Arles

I přes své úspěchy a přínos Římu zůstával Caesar nadále značně nepopulární mezi konzervativními senátory, kteří ho podezřívali z touhy po královské vládě. V roce 55 př. n. l. byli Caesarovi spojenci Pompeius a Crassus zvoleni za konzuly a Caesarovi byl v souladu s ujednáním triumvirů prodloužen prokonzulát o dalších pět let. Toto byl fakticky poslední moment, kdy triumvirové vystupovali ve vzájemném souladu. V roce 54 př. n. l. zemřela během porodu Caesarova dcera Julia, která byla Pompeiovou manželkou, čímž zanikl vzájemný příbuzenský svazek mezi Pompeiem a Caesarem. Rok poté byl Crassus zabit v bitvě u Karrh v boji proti Parthům. Pompeius se nyní ucházel o přízeň a podporu optimátů. Caesar, tehdy plně zaměstnaný záležitostmi v Galii, se pokusil udržet spojenectví s Pompeiem a nabídl mu ruku jedné ze svých praneteří, avšak Pompeius odmítl. Místo toho se oženil s Cornelií Metellou, dcerou Metella Scipiona, jednoho z nejúhlavnějších Caesarových nepřátel.
Senát v čele s Pompeiem nařídil v roce 50 př. n. l. Caesarovi, aby se vrátil do Říma a rozpustil svoji armádu, neboť jeho funkční období jako prokonzula skončilo. Senát navíc Caesarovi znovu zakázal ucházet se in absentia o nový konzulát a rovněž mu odmítl přidělit novou provincii. Caesar si byl vědom, že jakmile se jednou vzdá svého vojska a vstoupí do Říma, bude okamžitě obžalován a jeho politická kariéra skončí. Když Pompeius v senátu obvinil Caesara z porušení kázně a zrady, překročil Caesar 10. ledna roku 49 př. n. l. s jedinou legií řeku Rubikon (tehdejší hranice Itálie) a zahájil tak další fázi občanských válek. Při překročení této řeky měl Caesar pronést slavný výrok „alea iacta est“, což v překladu znamená, „kostky jsou vrženy“.
Optimáti, včetně Catona mladšího a Metella Scipiona, uprchli z Říma na jih, postrádajíce důvěry v nově odvedené vojsko, obzvláště když se města v severní Itálii ochotně vydávala do Caesarových rukou. Přestože senátní vojsko početně vysoce převyšovalo Caesarovo, který stále disponoval pouze svojí XIII. legií, Pompeius se neodvážil svést s ním bitvu. Caesar proto pronásledoval Pompeia do Brundisia, přičemž doufal, že Pompeia a senátory polapí ještě předtím, než spolu s legiemi uniknou po moři do Řecka. Když ale Caesar konečně obsadil město, byl již Pompeius s většinou vojska pryč. Jelikož ke stíhání Pompeia mu chybělo odpovídající námořnictvo, rozhodl se Caesar vytáhnout proti Pompeiovým legiím v Hispánii, neboť jak pravil: „Nejprve budu bojovat proti vojsku bez vojevůdce a potom se obrátím proti vojevůdci bez vojska.“ Marca Aemilia Lepida ponechal jako prefekta v Římě, zatímco správu zbytku Itálie svěřil Marcu Antoniovi. Během pozoruhodného, pouhých dvacet sedm dní trvajícího pochodu oblehl město Massilii (dnešní Marseille) v jižní Galii a odsud pokračoval dále do Hispánie. Zde se střetl s pompeiovským vojskem v bitvě u Ilerdy a přesvědčivě ho porazil. Po příchodu do Říma byl Caesar ustaven diktátorem s Marcem Antoniem jako velitelem jízdy. Po jedenácti dnech odstoupil z funkce a byl podruhé zvolen konzulem.

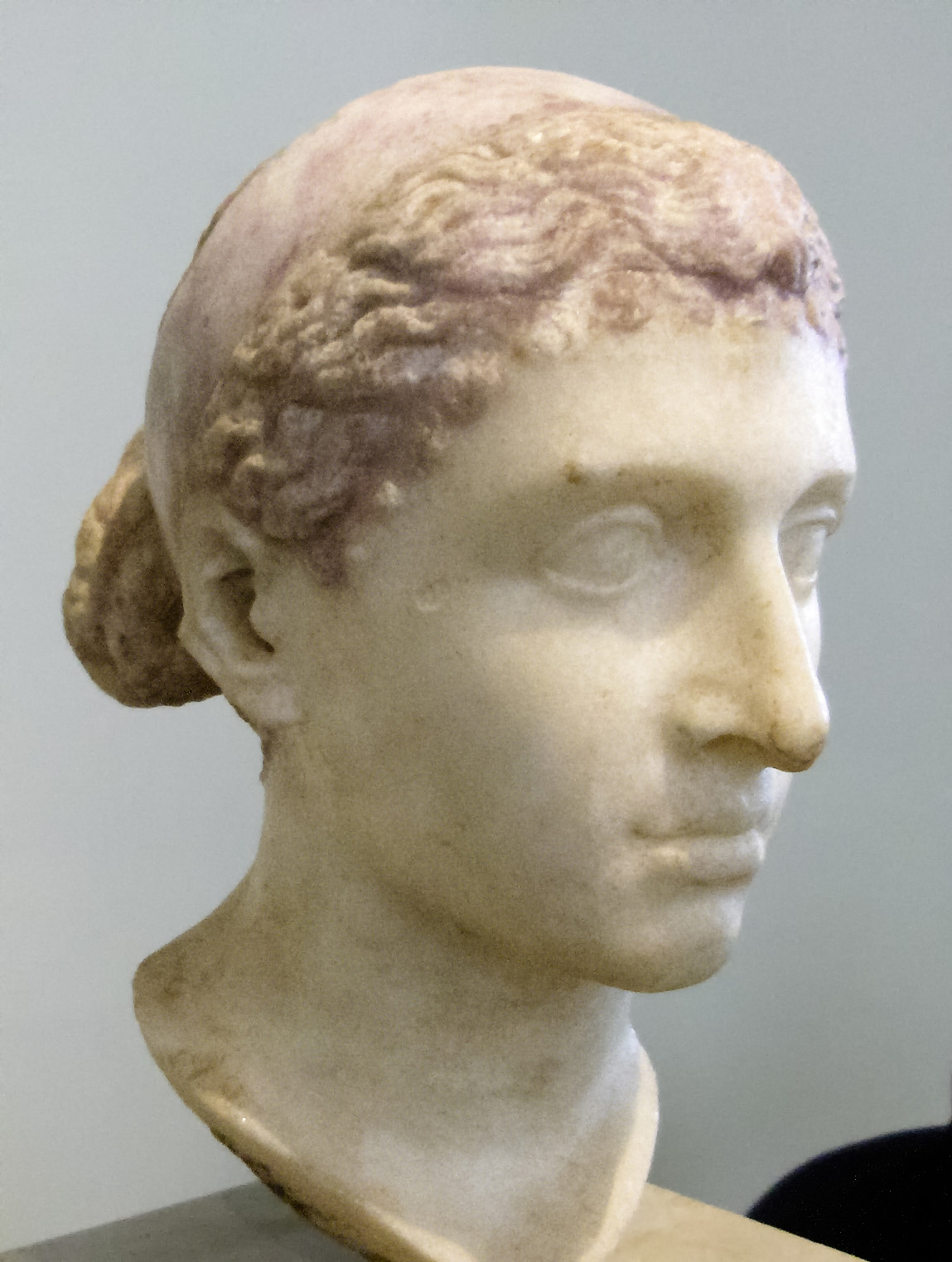
Kleopatra

Následně s 15 000 muži překročil Jaderské moře a vypravil se vypudit Pompeia z Řecka. Avšak v bitvě u Dyrrhachia se jen se štěstím vyhnul katastrofální porážce, když se pompeiovcům podařilo prolomit jeho obranu. Nato se stáhl do Thesálie a při postupu se spojil s ostatními částmi svého vojska, jež zatím dorazily z Itálie. Pompeius a Caesar se poté střetli v bitvě u Farsálu, ve které byl Pompeius 9. srpna roku 48 př. n. l. přesvědčivě poražen, třebaže měl nad Caesarem převahu v pěchotě i jízdě. Mnoho Pompeiových stoupenců a senátorů se rozprchlo do různých koutů římského světa, aby zde podněcovali další odpor proti Caesarovi. Ostatní obdrželi od Caesara milost. Pompeius uprchl po své porážce do Egypta, kde byl ale na příkaz krále Ptolemaia XIII. zákeřně zavražděn.
Caesar pronásledoval Pompeia do Alexandrie, kde mu však byla předána pouze uťatá hlava jeho rivala a někdejšího spojence. Přesto nechal Caesar přepravit a pohřbít Pompeiovy ostatky s veškerými poctami, čímž chtěl demonstrovat svoji mírnost k mrtvému nepříteli. V Alexandrii se Caesar zapletl do občanské války mezi Ptolemaiem a jeho sestrou, manželkou a spoluvládkyní, královnou Kleopatrou. Patrně kvůli Ptolemaiově roli v Pompeiově zavraždění se Caesar přidal na stranu Kleopatry. V následné „alexandrijské válce“ byl Caesar nejprve zatlačen do defenzívy a obklíčen ve městě. Během obležení lehla popelem slavná alexandrijská knihovna. Po obdržení posil Caesar snadno zvítězil nad královou armádou a sám Ptolemaios při útěku utonul v řece Nilu. Caesar dosadil Kleopatru na egyptský trůn a stal se otcem jejího syna Ptolemaia XV. Caesara známého jako Kaisarion.[zdroj⁠?!]
Po několika měsících strávených v Egyptě u Kleopatry se Caesar v roce 47 př. n. l. obrátil do Malé Asie proti pontskému králi Farnakovi II., který přepadl tamější římské provincie. Po krátkém, pětidenním tažení byl Farnakés poražen v bitvě u Zely. Senátu poslal poté Caesar stručný komentář svého vítězství: „Veni, vidi, vici“ („Přišel jsem, viděl jsem, zvítězil jsem“). Odtud se vypravil do Afriky, aby se vypořádal se zbývajícími Pompeiovými straníky. V bitvě u Thapsu v roce 46 př. n. l. rychle přemohl republikánské vojsko vedené Metellem Scipionem (který v bitvě padl) a Catonem mladším. Po této vojenské katastrofě spáchal Cato v Utice sebevraždu. Království Numidie, jež podporovalo pompeiovce, bylo Caesarem přeměněno v římskou provincii. Nicméně Pompeiovi synové, Gnaeus Pompeius a Sextus Pompeius, spolu s Titem Labienem, bývalým Caesarovým legátem z dob galských válek, unikli do Hispánie. Po krátkém pobytu v Římě se je Caesar vydal stíhat a v březnu roku 45 př. n. l. je porazil v bitvě u Mundy. Republikáni resp. pompeiovci byli definitivně poraženi, pročež republika fakticky dospěla ke svému zániku.

### Diktatura
V září 45 př. n. l. se Caesar vrátil do Itálie. V předchozích letech byl zvolen nejprve s Lepidem potřetí a poté bez kolegy počtvrté konzulem (ve druhém případě na dobu desíti let). Jedním z prvních opatření, jež učinil, bylo sepsání závěti, v níž ustanovil Gaia Octavia svým dědicem. V rozporu s očekáváním nepřistoupil Caesar k proskripcím svých nepřátel, nýbrž udělil milost každému, kdo se proti němu postavil. Na počest Caesarových velkolepých vítězství byly uspořádány honosné hry a jiné slavnosti. Caesarovi bylo přiznáno právo nosit při všech veřejných příležitostech roucho triumfátora včetně purpurové roby (do níž se odívali římští králové) a vavřínového věnce, jímž chtěl zakrýt svoji pleš. Na státní náklady bylo Caesarovi postaveno v Římě nádherné sídlo. Senát mu dále přiznal titul doživotního diktátora (dictator perpetuus). Při jakýchkoli náboženských procesích byla nesena Caesarova socha ze slonoviny. Jiná Caesarova socha s nápisem „neporazitelnému bohu“ byla umístěna v Quirinově chrámu. Tím se stavěl na úroveň nejen bohům, ale i římským králům, protože v Quirinovi byl uctíván zakladatel města – Romulus. Třetí socha byla vztyčena na Kapitolu vedle soch sedmi římských králů a Lucia Junia Bruta, Římana, který měl podle legendy vyhnat Tarquinia Superba, posledního z králů. Už tak neslýchané jednání završil Caesar ražením peněz s vlastním portrétem. Poprvé v římských dějinách se tak stalo, aby byl žijící Říman vyobrazován na mincích.

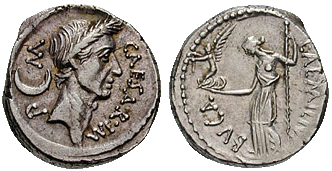
Caesar byl první žijící osobou vyobrazenou na římských mincích

V říjnu 45 př. n. l. se Caesar vzdal svého čtvrtého konzulátu a místo sebe určil za konzuly Quinta Fabia Maxima a Gaia Trebonia. Tímto krokem popudil senát, neboť tak úmyslně ignoroval republikánský systém voleb. Přesto senátoři pokračovali ve vzdávání poct Caesarovi. Po postavení chrámu bohyně Libertas, obdržel Caesar titul liberator („Osvoboditel“). Caesar získal také jako jediný Říman bezprecedentní právo vlastního imperia, takže byl chráněn před jakoukoli žalobou a fakticky stál nad zákony. Dále mu bylo přiznáno právo dosazovat polovinu všech magistrátů. Měsíc jeho narození, Quintilis, byl přejmenován na Julius. Datum jeho narození bylo uznáno za státní svátek. Dokonce i Comitia tributa byla pojmenována po něm.
Kromě přijímání různých titulů a poct však Caesar prokázal, že mu leží na srdci rovněž prospěch státu. V Římě sice strávil jen málo času v letech, kdy se stal jeho vládcem, přesto se mu v tomto krátkém období podařilo zavést množství reforem. Už před vítězným završením občanských válek vyvíjel Caesar rozsáhlou zákonodárnou činnost. Kodifikací a přepracováním zákonů plánoval zásadně reformovat římský stát. Zjednodušil možnost nabytí římského občanství, jež hojně uděloval galským, hispánským a africkým provinciálům, čímž započal romanizaci těchto zemí. Současně nechal zvýšit počet senátorů ze 600 na 900 a vřadil mezi ně dokonce některé galské náčelníky. Zároveň navýšil počty většiny magistrátů.
Caesar dal na území celého římského státu založit dvacet nových kolonií, do nichž se mělo vystěhovat obyvatelstvo přelidněného Říma spolu s veterány, jimž zaopatřil půdu. Kartágo a Korint, města zničená Římany před více než sto lety, měla být obnovena. Mimoto hodlal vysušit Pomptinské močály rozkládající se nedaleko Říma, stavět silnice a prokopat Korintskou šíji. V Římě, jenž byl dosud vcelku prostým městem, měly být realizovány ambiciózní veřejné stavby podle helénistického vzoru. Budova senátu Curia Hostilia byla přestavěna a od tohoto okamžiku byla tudíž nazývána Curia Iulia. Bylo vybudováno Caesarovo fórum s chrámem Venuše Venetrix („Venuše rodičky“). Pomerium, posvátné hranice města, bylo rozšířeno z důvodu dalšího předpokládaného růstu města. Ve své reformní činnosti se Caesar věnoval i řešení rozličných společenských neduhů. Schválil zákon zakazující římským občanům opustit Itálii na dobu delší než tři roky (s výjimkou vojáků). Taktéž prosadil zákon, podle něhož v případě, že příslušník společenské elity zranil nebo zabil člena nižší společenské třídy, veškeré bohatství pachatele bylo zkonfiskováno. Caesar dal zrušit čtvrtinu všech dluhů, čímž upevnil svoji popularitu v řadách prostého lidu.
Jako pontifex maximus měl Caesar spravovat záležitosti počítání času a kalendáře. Na radu astronoma Sósigena z Alexandrie zavedl v roce 46 př. n. l. nový kalendář s 365 dny a s každým čtvrtým rokem přestupným. Tento juliánský kalendář byl upraven papežem Řehořem XIII. v roce 1582 a tím vznikl moderní gregoriánský kalendář.

### Spiknutí a Caesarova smrt

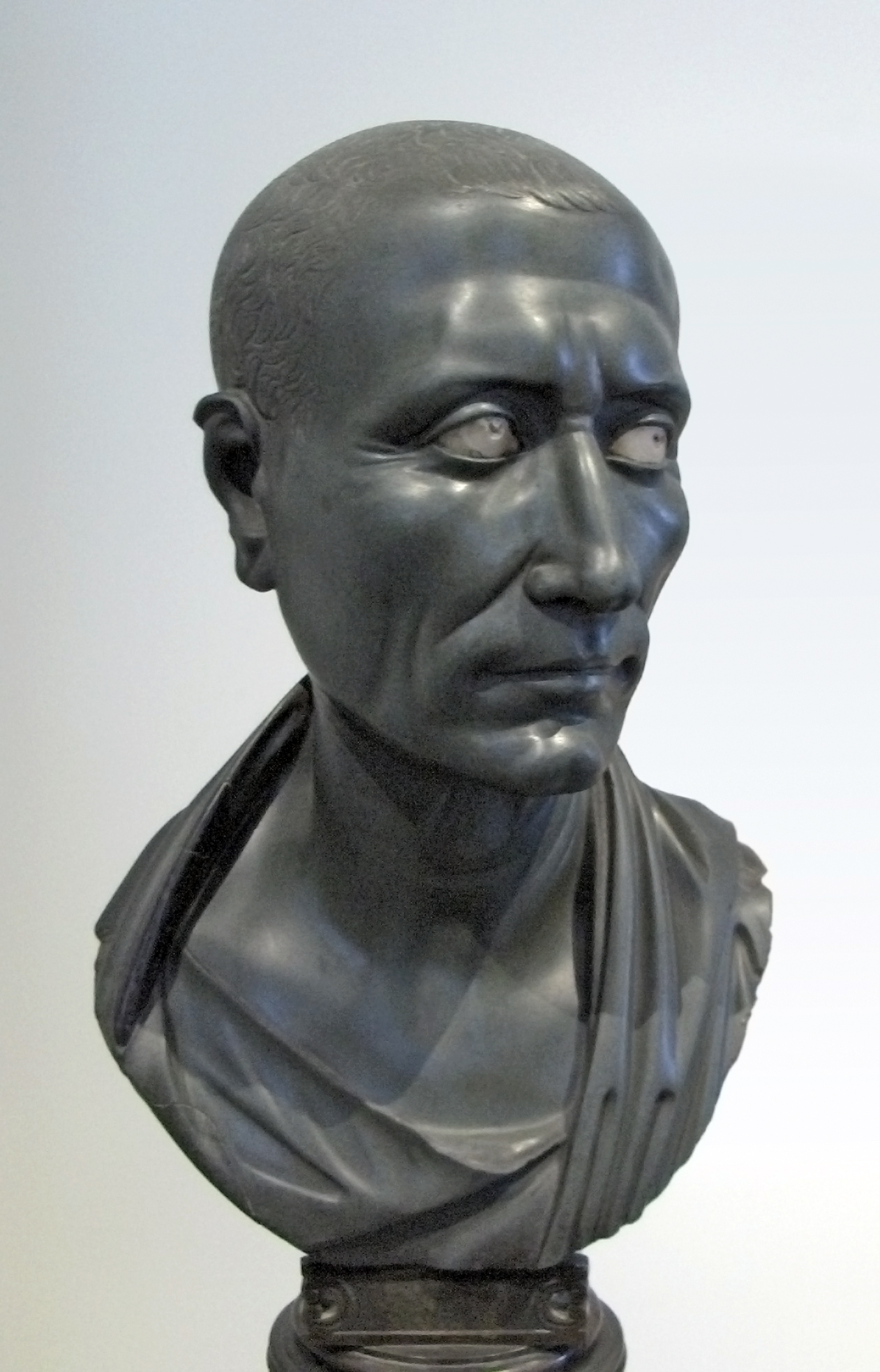
Busta Julia Caesara, Antická sbírka v Berlíně

Antičtí historikové popisují rostoucí napětí mezi Caesarem a senátem pramenící z Caesarových možných nároků na královský titul. Otázka, zda Caesar skutečně usiloval o tento titul, nebo se spokojil s funkcí diktátora, zaměstnává historiky prakticky dodnes. Jisté je, že Caesarovo postavení bylo vskutku královské, zároveň ale nenalezl způsob, jak přimět Římany, aby se smířili s nastolením monarchie. Zvláště mezi konzervativními optimáty a stoupenci republiky narůstal neklid a odpor proti Caesarovi, v čemž lze spatřovat pohnutky a motivy pro Caesarovo pozdější zavraždění.
Suetonius popisuje, jak při Caesarově návratu někteří lidé z davu vložili na nedalekou Caesarovu sochu vavřínový věnec. Tribunové lidu Gaius Epidius Marcellus a Lucius Caesetius Flavius nařídili věnec odstranit jako symbol boha Jova a království, za což Caesar následně oba tribuny zbavil jejich úřadu. Od tohoto momentu se Caesar prý již nebyl schopen oprostit od podezření, že usiluje o královládu. To ještě přiživila příhoda, kdy ho dav tituloval jako krále, načež Caesar nepříliš přesvědčivě odpověděl: „Nejsem král, jsem Caesar.“ Při slavnosti luperkálií, zatímco Caesar pronášel projev, Marcus Antonius se mu opakovaně pokoušel vložit na hlavu diadém. Suetonius dále podotýká, že Lucius Cotta vyzval senát, aby učinil Caesara králem, protože podle proroctví Sibyliných knih mohl pouze král porazit Parthy. Senátoři udělili Caesarovi titul pater patriae („otec vlasti“) a dále ho jmenovali diktátorem na doživotí (dictator perpetuus). Podle Cassia Diona, když v roce 44 př. n. l. přišla k Caesarovi ze senátu delegace, aby ho informovala o udělení těchto poct, Caesar je prý přijal vsedě, aniž se obtěžoval vstát. To měla být prý poslední kapka, jež uražené senátory přiměla uvažovat o jeho zavraždění. Caesarovi příznivci měli jeho selhání omlouvat záchvatem průjmu, nicméně jeho odpůrci si to vykládali jako projev neúcty.
Caesarovy plné moci vyvolávaly v mnoha senátorech nedůvěru, závist a především strach z toho, že Caesar nastolí skutečnou tyranii. Marcus Junius Brutus spolu se svým přítelem a švagrem Gaiem Cassiem a dalšími muži, nazývajícími sami sebe „osvoboditeli“ (liberatores), začali proto připravovat Caesarovo zavraždění. Mezi spiklence náleželi kromě optimátů také populárové, nepřátelé stejně jako přátelé Caesara. Celkový počet osob zapojených do komplotu čítal zřejmě kolem šedesáti. Dva dny před činem se Cassius setkal s některými z nich, přičemž jim doporučil, aby v případě odhalení obrátili své nože proti sobě. Na březnové idy (15. březen) 44 př. n. l. pozvala skupina senátorů Caesara na zasedání senátu v Pompeiově divadle, kde měl vyslechnout žádost dotazující se ho, kdy se vzdá moci, což však bylo jenom záminkou k jeho vylákání. 14. března prý při návštěvě velitele jízdy na otázku, jaká smrt je nejlepší, Caesar odpověděl: „neočekávaná“.
Ráno 15. března postihla Caesara nevolnost, kvůli čemuž zamýšlel odložit zasedání senátu. Navíc jeho manželce Calpurnii se v noci zdálo o jeho zavraždění. Rovněž haruspex vyčetl z věštby velmi neblahá znamení. Decimus Junius Brutus, taktéž zapletený do spiknutí, se proto vydal k váhajícímu diktátorovi a přesvědčil ho, aby jednání neodkládal. Poté se společně Caesar a Decimus Brutus odebrali do divadla. Během cesty obdržel Caesar dopis s varováním o atentátu, ten jej ale odložil s tím, že si ho přečte později. Marcus Antonius, který měl nejasné tušení o komplotu, jež nabyl předchozí noci po setkání s rozrušeným Serviliem Cascou, se obával nejhoršího a chystal se Caesara zadržet na schodech před Pompeiovým divadlem. Avšak jeden ze spiklenců zde s ním pod jakousi záminkou zapředl dlouhý rozhovor.

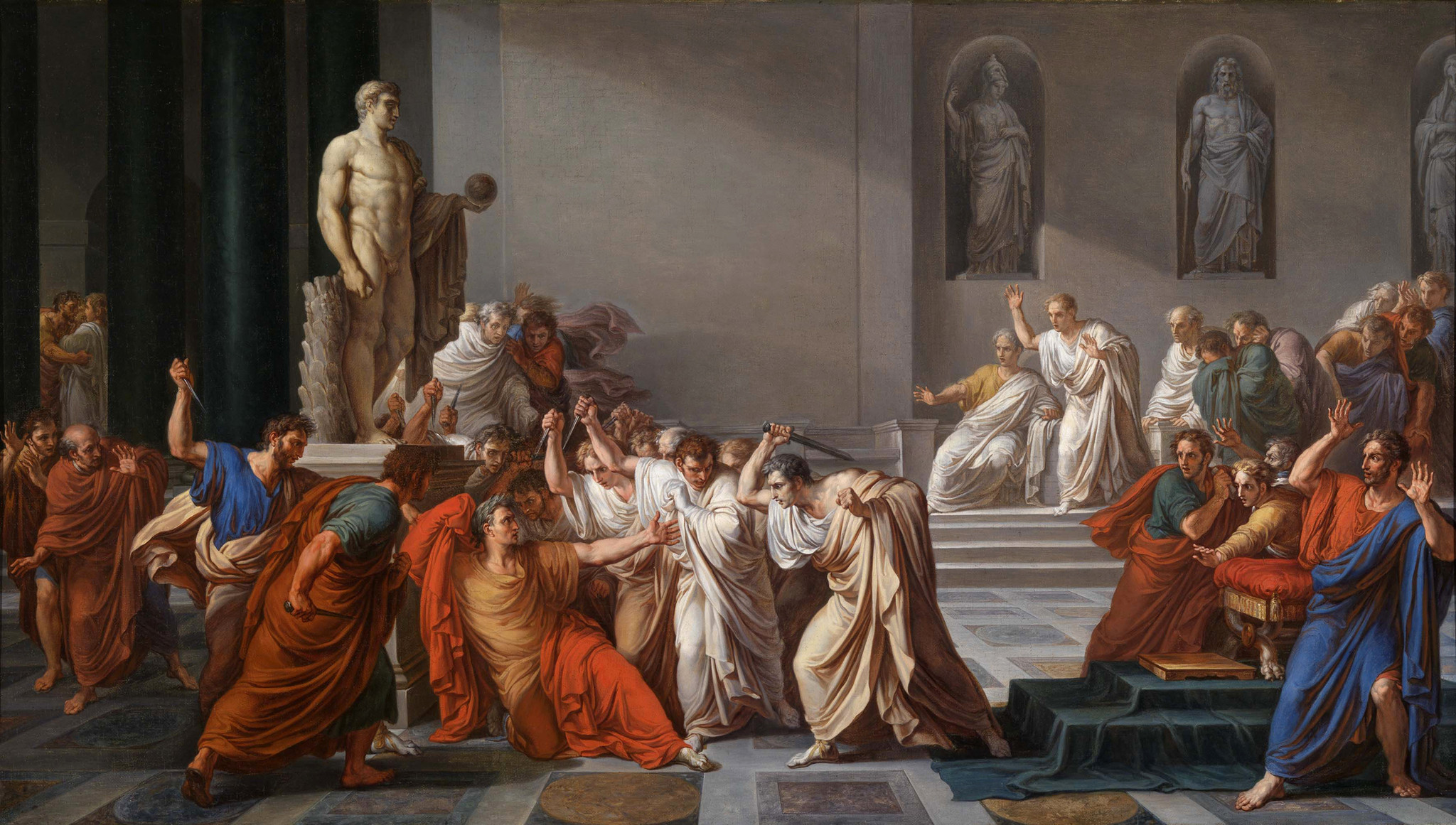
Smrt Caesara od Vincenza Camucciniho

V senátu se Lucius Tillius Cimber obrátil na Caesara s prosbou o milost pro svého bratra, což ale diktátor odmítl. Poté Cimber začal strhávat z Caesara jeho tógu. Spiklenci se po tomto smluveném znamení shlukli kolem diktátora, načež ho Casca říznul svojí dýkou do krku. Caesar se obrátil proti Cascovi a obořil se na něho slovy: „Praničemný Casco, co to děláš?“ Vystrašený Casca zvolal řecky ke svým druhům o pomoc. V krátké chvíli se všichni spiklenci, včetně Bruta, vrhli s obnaženými noži na diktátora. Caesar se pokusil uniknout, ale sevřen nepřáteli a oslepen vlastní krví zakopl a upadl. Spiklenci mu zasadili údajně třiadvacet ran, jimž Caesar podlehl. Caesarova poslední slova nejsou známa zcela s jistotou a nadále zůstávají předmětem zkoumání badatelů a historiků. V Shakespearově dramatu Julius Caesar znějí jeho poslední slova Et tu, Brute? („I ty, Brute?“). Jedná se však o pouhou Shakespearovu uměleckou invenci. Podle Suetonia pravil řecky Kai sí, teknón? („I ty, můj synu?“). Plútarchos udává, že Caesar neřekl nic, pouze když spatřil mezi spiklenci Bruta, přehodil si tógu přes hlavu.
Po dokončení činu se Brutus pokusil promluvit, avšak vyděšení senátoři se ihned rozutekli na všechny strany, zatímco Caesarovo zakrvácené tělo leželo u podstavce Pompeiovy sochy. Spiklenci volající, že osvobodili Řím, vyběhli na fórum a ukazovali svoje zkrvavené ruce ohromenému lidu. Antonius, Lepidus a ostatní senátoři se v panice rozprchli do bezpečí svých domovů. Avšak triumfující „osvoboditelé“ neměli žádný plán jak postupovat po Caesarově smrti. Znejistělí nedostatkem veřejné podpory pro svůj čin se stáhli ve zmatku do chrámu Jova Nejlepšího a Největšího, kde vyčkávali dalšího vývoje. Místo očekávané svobody se Římanům dostalo dalších třinácti let občanských válek.

## Následný vývoj
Brutovo rozhodnutí neodstranit spolu s Caesarem také Marca Antonia bylo později hodnoceno jako osudový omyl, jejž podrobil kritice i Cicero. Marcus Antonius byl nyní jako jediný konzul formálně v čele státu. Nejprve získal podporu Lepida, kterému jako veliteli jízdy podléhala Caesarova vojska mimo Řím. Nedlouho po západu slunce si od Calpurnie vymohl Caesarovy písemnosti a pokladnici. Když si takto zabezpečil legie a finance, ohlásil na další den zasedání senátu. Během jeho jednání se domluvil s Caesarovými vrahy na kompromisu, podle něhož se výměnou za amnestii zavázali respektovat Caesarovy zákony. V tentýž den otevřel Piso závěť svého zetě, v níž Caesar odkázal své zahrady římským občanům a každému obyvateli města zanechal část svých peněz. 20. března se na Foru Romanu konal Caesarův pohřeb, během něhož pronesl Antonius krátkou smuteční řeč, jíž vzbouřil přítomný lid roznícený pohledem na zkrvavenou Caesarovu tógu. Leckteří vrazi padli té noci za oběť rozvášněnému davu, zatímco ostatní unikli z města, které chtěli osvobodit. Na místě, kde bylo Caesarovo tělo spáleno, byl poté vystavěn chrám, v němž byl uctíván jako bůh.
V dubnu dorazil do Říma Caesarův prasynovec Gaius Octavius, jehož Caesar ustavil svým hlavním dědicem. Nicméně mnohem závažnější byla skutečnost, že Caesar Octavia také adoptoval za svého syna, pročež Octavius přijal jeho jméno a vystupoval jako Caesarův oprávněný nástupce. Antonius zřejmě sám usiloval o uchopení moci v Římě a tohoto osmnáctiletého chlapce si vzápětí znepřátelil, když mu odmítl vydat jeho dědictví. V měsících po Caesarově smrti přiřkli senátoři Brutovi a Cassiovi správcovství velkých východních provincií Makedonie a Sýrie, jež oplývaly četnými legiemi umístěnými zde kvůli chystanému tažení proti Parthům. Antonius se je pokusil intrikami zbavit těchto provincií. Pozice vrahů v Římě se tudíž stala natolik neudržitelnou, že raději opustili město a uchýlili se na východ.

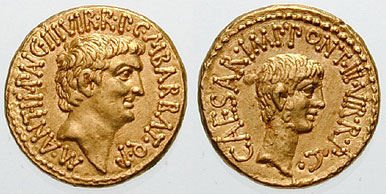
Marcus Antonius a Octavianus na aureu

V roce 43 př. n. l. prohlásil senát Antonia z podnětu Cicerona za nepřítele státu. Antonius již předtím vyrazil na sever do Předalpské Galie proti tamějšímu místodržiteli Decimu Brutovi. Octavianus, jemuž se podařilo shromáždit několik legií, se spojil se senátory vedenými Ciceronem, načež se s Antoniem srazil ve dvou bitvách u Mutiny (dnešní Modena). Po svém vítězství se však obrátil proti senátu, vpadl do Itálie a vojensky se zmocnil Říma. Antoniův kompromis prohlásil za nelegální a Caesarovy vrahy postavil mimo zákon. Pak se zcela neočekávaně rozhodl uzavřít mír s Antoniem, který si zabezpečil kontrolu nad Hispánií a Galií. V říjnu 43 př. n. l. se Octavianus, Marcus Antonius a Lepidus setkali u Bononie (Bologna) a vytvořili zde druhý triumvirát. Shodným cílem triumvirů byla pomsta Caesara a potrestání jeho vrahů. Aby získali prostředky a současně se zbavili svých nepřátel v Římě, vydali proskripční listiny, čímž po vzoru Sully rozpoutali teror, při němž ztratily své životy stovky možná tisíce předních republikánsky smýšlejících občanů včetně Cicerona. Krutost triumvirů ostře kontrastovala s Caesarovou vlastní politikou. Caesar byl nedlouho nato senátem oficiálně prohlášen za boha jako Divus Iulius („božský Julius“).
V létě roku 42 př. n. l. se Antonius a Octavianus doprovázeni mocným vojskem přeplavili do Řecka, aby se utkali s početně slabší armádou Cassia a Bruta. K rozhodujícímu střetu došlo 3. října a opět 23. října 42 př. n. l. v bitvě u Filipp. Třebaže v prvním boji měli mírně navrch republikáni, Cassius špatně vyhodnotil vývoj a spáchal sebevraždu v přesvědčení, že bitva je ztracena. Brutus poté podlehl spojeným silám triumvirů a následoval Cassiova příkladu. Tím vzaly zasvé poslední naděje republikánů, načež byli všichni přeživší vrazi brzy dopadeni a popraveni triumviry. Ti si rozdělili vládu nad římským státem, avšak bez společného cíle se mezi sebou rychle znesvářili. Octavianus nejprve eliminoval Lepida, jemuž odňal vojsko na Sicílii. Když v roce 31 př. n. l. porazil v námořní bitvě u Actia Marca Antonia, jenž se předtím v Egyptě oženil s Caesarovou milenkou Kleopatrou, dosáhl Octavianus samovlády.
Na rozdíl od Caesara se Octavianus obezřetně vyvaroval byť i jen zdání vytvoření monarchie. Dokonce hovořil o „obnovení republiky“ a skromně se nazýval „prvním občanem“ (princeps). Ve skutečnosti ale ve svých rukou pevně třímal veškerou rozhodující moc ve státě, přičemž se opíral o svoji nezměrnou vojenskou moc. Senát mu dovolil vykonávat pravomoci různých magistrátů, ačkoli tyto úřady nezastával. V lednu 27 př. n. l. přijal Octavianus čestné jméno Augustus („Vznešený“), které mu udělili senátoři, a stal se tak skutečným zakladatelem římského císařství, čímž s konečnou platností pohřbil římskou republiku. Za doby jeho vlády, označované jako zlatý nebo augustovský věk, zažila římská říše skutečný rozkvět.

## Caesarova literární činnost

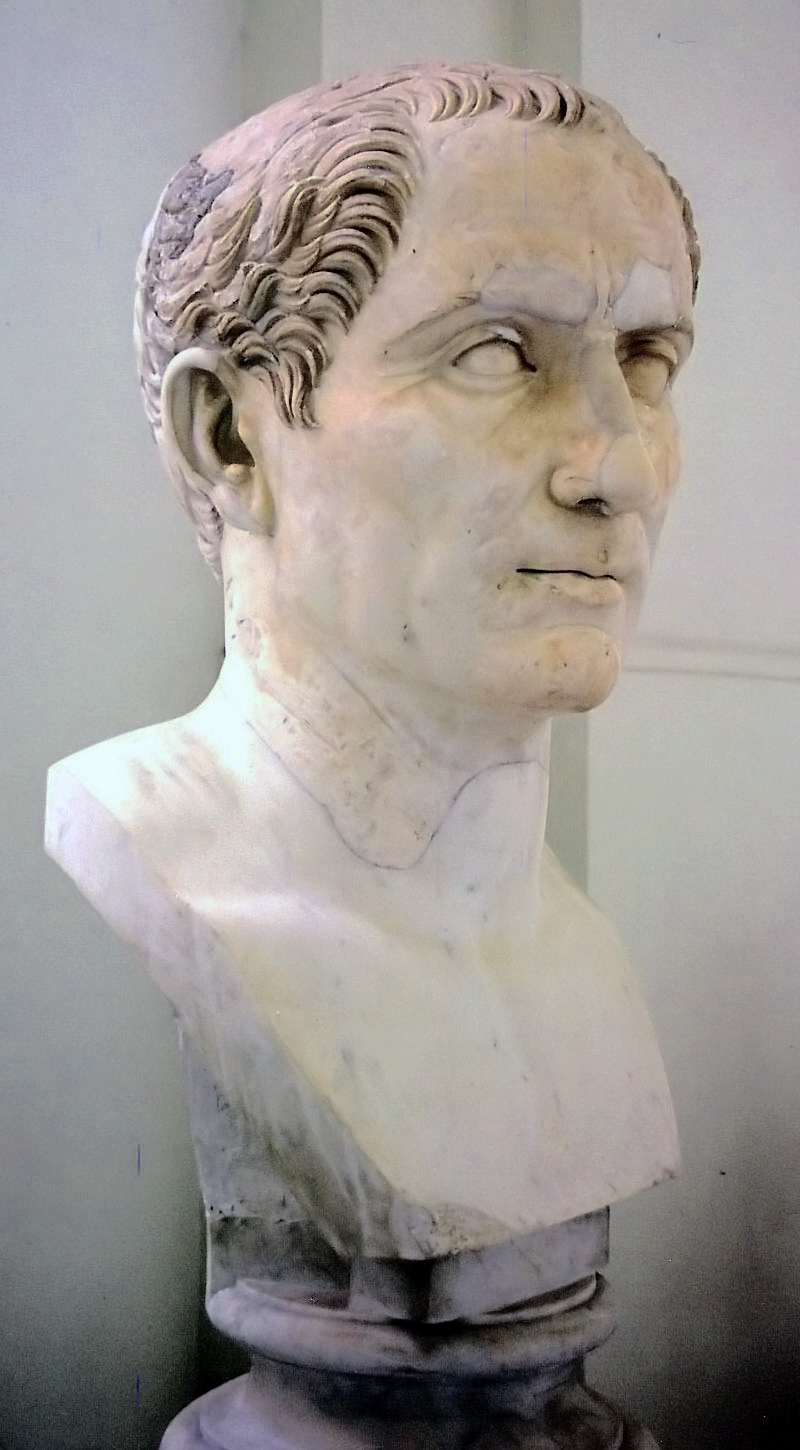
Gaius Iulius Caesar

Caesar byl již za svého života pokládán za jednoho z nejlepších římských řečníků a spisovatelů – dokonce i Cicero se vyjadřoval pochvalně o Caesarových rétorských schopnostech. Mezi jeho nejslavnější díla náleží smuteční řeč na jeho tetu Julii a jeho Anticato, polemika sloužící k očernění Catonovy reputace, jímž reagoval na Ciceronův oslavný spis Cato. Rovněž napsal báseň o cestě z Říma do Hispánie. Tyto práce se do dnešních dnů nezachovaly, neboť při opisování antických rukopisů ve středověku byly považovány za nedůležité. Už na počátku 2. století byla ztracená jiná Caesarova díla: tragédie Oidipus, sbírka rčení a báseň, jejíž ústřední postavou byl Héraklés. Oba tito mytičtí hrdinové trpěli za činy, které vykonali proti své vůli. Z toho lze usuzovat na Caesarův skeptický postoj k náboženství, přestože v mládí působil jako velekněz římského státního kultu.
Jediné Caesarovy spisy, které se nám dochovaly, jsou jeho fascinující Zápisky o válce galské (Commentarii de bello Gallico) a Zápisky o válce občanské (Commentarii de bello civili). V prvním díle, jež tvořilo podklad pro zprávy o průběhu boje posílané do senátu, sepsal Caesar svá vojenská tažení v Galii. Obsahuje celkem osm knih pojednávajících o letech 58 až 50 př. n. l., přičemž autorem poslední z nich byl Caesarův poddůstojník Aulus Hirtius. Zápisky patří dodnes pro svoji jednoduchou a snadno srozumitelnou formu (v díle je použito jen asi 1300 slov) k literatuře užívané při výuce latiny. Caesar ve svém díle detailně popsal osm let bitev a válečných výprav, v nichž jeho vojsko zdecimovalo galské kmeny. Kromě toho zaznamenal řadu postřehů týkajících se životních poměrů a zvyků Galů, Germanů a Britanů. Zhotovení a zveřejnění Zápisků, které zřejmě nebyly vydávány každoročně, nýbrž teprve po skončení Caesarova prokonzulátu v Galii jako celistvé dílo, sloužilo především k ospravedlnění Caesarových výprav a tím i k obhajobě jeho bezohledných opatření, která byla vystavena silné kritice leckterých senátorů.
Tři knihy o občanské válce zachycující události z let 49 a 48 př. n. l., avšak jsou nedokončené. Caesar se v této své práci vykresluje jako nedobrovolný bojovník v nevyhnutelném konfliktu. O tažení v Alexandrii v roce 47 př. n. l. vyhotovil Hirtius spis Bellum Alexandrinum. Existují ještě další dvě knihy, jež byly připisovány Caesarovi, ve skutečnosti je ale napsal někdo jiný: Bellum Africanum a Bellum Hispaniense, jež líčí závěrečná střetnutí občanské války z let 46 a 45 př. n. l.

## Vojenské umění
Vojenští historikové hodnotí Caesara jako jednoho z nejzdatnějších a nejschopnějších stratégů a taktiků v dějinách vojenství a řadí ho po bok vojevůdců, jako byli Alexandr Veliký, Hannibal, Čingischán nebo Napoleon Bonaparte. Třebaže utrpěl i některé porážky jako například v bitvě u Gergovie během galských válek a v bitvě u Dyrrhachia během občanské války, Caesar prokázal taktickou genialitu svými obdivuhodnými výkony při obléhání Alesie, obrácením na útěk Pompeiova početně silnějšího vojska u Farsálu nebo úplným zničením Farnakova vojska u Zely. Caesarova úspěšná tažení v jakémkoli terénu a za jakýchkoli klimatických podmínek lze přičíst jeho přísné a tvrdé kázni vyžadované jím po svých legionářích, jejichž obdiv, oddanost a úcta vůči němu byla pověstná. Toho dosáhl svým spravedlivým zacházením a tím, že neváhal dávat přednost vojákům zkušeným před urozenými. Vskutku prvotřídní Caesarovu pěchotu a jízdu doplňovala hrůzu budící těžká artilerie. Dalšími faktory, které činily jeho vojsko tak vysoce efektivním, byly takřka dokonalé kastrametační a ženistické schopnosti jeho vojáků a legendární rychlost, s níž se dokázali přesouvat a manévrovat. Caesarova armáda byla při pochodu schopná urazit i čtyřicet mil denně a touto rychlostí akcí ohromovala své nepřátele. Jeho vojsko čítalo jen málokdy více než 40 000 legionářů spolu s několika tisíci jezdci a specializovanými jednotkami, jako byli ženisté. V Zápiscích o válce galské Caesar popsal obléhání jednoho galského oppida umístěného na velmi vysoké a příkré náhorní plošině. Jeho ženisté prorazili tunel v ohromné skále, čímž odklonili pramen, který zásoboval galské město vodou. Město, odříznuté od svého zdroje vody, záhy kapitulovalo.

## Caesarovo jméno
Podle římského spisovatele Plinia staršího bylo jméno „Caesar“ odvozeno z latinského slova caedare („vyříznout“), případně caesus („řez“). Větev rodu Juliů, která nesla cognomen Caesar, měla prý pocházet od muže, jenž se narodil císařským řezem. Historia Augusta podává další tři alternativní možnosti vzniku tohoto jména: první Caesar buď zabil v bitvě během punských válek slona (caesai), nebo oplýval bujnou kšticí (caesaris), případně měl jasně šedé oči (oculis caesiis). K první variantě se zřejmě klonil i sám Caesar, neboť během pobytu v Galii nechal razit mince se svým jménem a vyobrazením slona.
V klasické latině v době Caesarova života bylo písmeno „C“ vyslovováno obvykle jako „K“, spřežka „ae“ jako „ai“, tedy nikoli jako „é“. Z toho plyne následující latinská výslovnost slova Caesar: kaisar, případně také kaizar. V dobách pozdní římské republiky byla většina historických spisů vyhotovena v řečtině, což byl jazyk vzdělaných a urozených římských vrstev. Caesarovo jméno se v tomto jazyce psalo Καίσαρ ([kaísar]), což odpovídalo tehdejší výslovnosti. Z této klasické výslovnosti Caesarova jména je odvozen německý titul Kaiser ([kajzr]). Naproti tomu anglická výslovnost [sízr] a stejně tak česká [cézar] pocházejí ze středověké latiny, v níž Caesarovo jméno znělo [čésar].
Slovo Caesar bylo od dob Augusta součástí jména a titulatury římských císařů. Od doby vlády Hadriana náležel titul caesar císařovu designovanému nástupci a v období tetrarchie níže postaveným spolucísařům. V nepatrně obměněné formě se slovo Caesar vyskytuje i v mnoha různých jazycích jako označení pro vládce. Český titul „císař“, německý „Kaiser“ a ruský „car“ jsou odvozeny z Caesarova jména.

## Prameny
O Caesarově životě pojednává nejobšírněji Gaius Suetonius Tranquillus ve svém díle Životopisy dvanácti císařů (De Vita Caesarum). Tento spisovatel dohlížel na císařské archivy za Hadriana na počátku 2. století. Suetonius měl tudíž přístup k výtečnému zdroji informací, s nimiž ovšem zacházel se značnou zdrženlivostí a vyjadřoval pochybnosti o mnohých tvrzeních. Suetonius se nesnažil sepsat prosté životopisy, ale usiloval i o vystižení určitých mravních zásad. Podle něho, pokud určitý člověk disponoval absolutní svobodou a mocí římského císaře, muselo se jednat o jedince vskutku pevného charakteru, jestliže si chtěl udržet svoji čestnost a bezúhonnost. Jeho biografie znázorňují ve velkém měřítku krutost a různé sexuální úchylky, což z něho činí přirozeně jednoho z nejpopulárnějších antických historiků. Jeho portréty císařů jsou proto považovány za příliš temné a negativní. Řecký autor Plútarchos z Chairóneie, který byl jen o několik let mladší než Suetonius, se taktéž zabýval Caesarem a v Paralelních biografiích (Bioi parallèloi) ho porovnal s Alexandrem Velikým. Ze srovnání nejen těchto dvou postav vyplývá jednoznačné zjištění, že Řekové a Římané měli více společného, než byli schopni připustit.
Suetoniova i Plútarchova biografie představují pouhý náčrt Caesarova života, jenž nám usnadňuje zařadit informace ostatních spisovatelů, z nichž důležité postavení náleží samotnému Caesarovi a jeho tvorbě. Dále nelze pominout Ciceronovu korespondenci. Jeho Listy Atticovi (Epistulae ad Atticum) nám velkou měrou napomáhají pochopit politický život v Římě v polovině 1. století př. n. l. Tyto dopisy byly znovu objeveny až za vlády císaře Nerona zhruba o sto let později, přičemž mnohé nepatřičně se vyjadřující o Caesarovi nebyly vůbec zveřejněny. Stejné selekci byly podrobeny také soubory Ciceronových Listů přátelům (Epistulae ad Familiares) a Listů Brutovi (Epistulae ad Brutum). Velké množství údajů je obsaženo rovněž v projevech Cicerona, obzvláště v řečech za Marcella (Pro Marcello) a za Ligaria (Pro Ligario) a ve Filipikách (Philippicae) proti Marcu Antoniovi.
Nejvýznamnějším pramenem o Caesarově vystupování v roce 63 př. n. l. je Catilinovo spiknutí (Bellum Catilinae) od Caesarova přívržence Gaia Sallustia Crispa. Ten je taktéž autorem Listů Caesarovi (Epistolae ad Caesarem). Kniha o Caesarovi od Augustova současníka, historika Tita Livia, se až na určité fragmenty nedochovala. Je pravděpodobné, že Plútarchos při psaní svého Caesarova životopisu čerpal právě z této práce. Řada podrobností o Caesarovi je zmíněna i v Plútarchových biografiích Catona mladšího, Cicerona, Crassa, Marca Antonia a Pompeia. V první polovině 2. století působil řecký dějepisec Appiános z Alexandrie popisující zánik římské republiky. Z Livia vycházel na počátku 3. století Cassius Dio, jehož dílo je nepochybně důležitým pramenem zápasu o Caesarovo dědictví.

## Odkazy

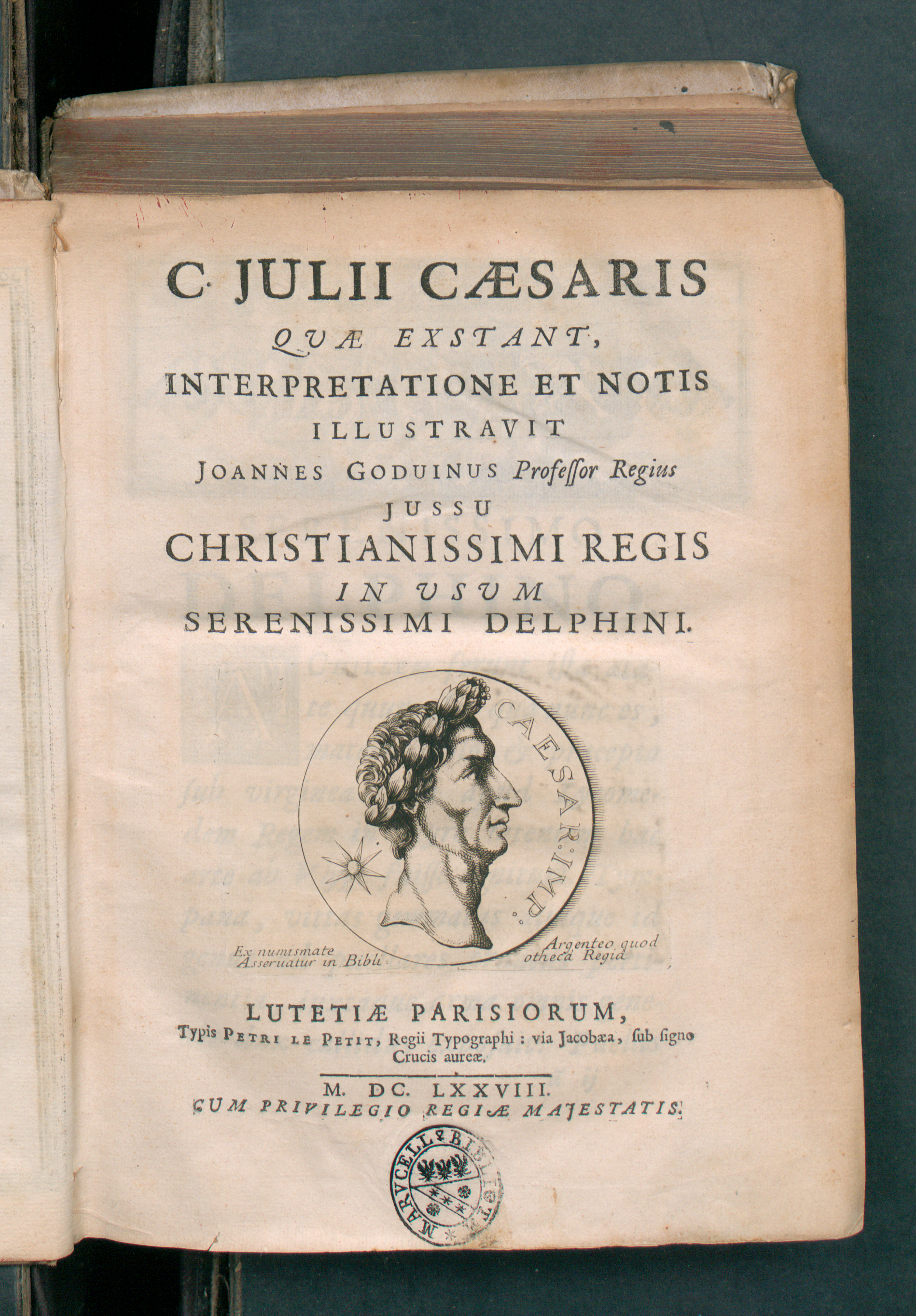
C. Iulii Caesaris quae extant, 1678